# Бунраку
Бунраку (яп. 文楽), другое название — нингё дзёрури (人形浄瑠璃) («нингё» — кукла и «дзёрури» — разновидность напеваемого рассказа) — традиционная форма кукольного японского театра.

## История
Соединение кукольного представления с народным песенным сказом дзёрури, исполняемым под аккомпанемент сямисэна, относится к концу XVI — началу XVII в. Театр стал процветать с конца XVII — начала XVIII века, в особенности благодаря успешному сотрудничеству певца Такэмото Гидаю I c драматургом Тикамацу Мондзаэмоном. Пьеса Тикамацу «Самоубийство влюблённых на острове Небесных сетей» (1703), основанная на реальном самоубийстве влюблённых, была так популярна, что даже вызвала волну такого рода суицидов по стране, пока государство её не запретило. Концепция взятия в основу пьесы реального недавнего события была революционной. Самая же известная пьеса бунраку, возможно, «Сокровищница Самурайской Верности» (Канадэхон Тюсингура), история героических подвигов, верности, мести, которые также легли в основу пьесы кабуки и про которые было снято множество фильмов.
Само же слово «бунраку» вошло в обиход от имени организатора и постановщика первых спектаклей Уэмура Бунракукэн (1737—1810). В 1872 году в Осаке был открыт самый крупный театр Японии, названный в его честь, на вывеске было написано: «Дозволенный правительством кукольный театр бунраку».
В 1956 году было построено новое здание театра бунраку, сочетающее элементы, характерные для традиционной японской театральной классики, с самым современным театральным оборудованием. Этот театр функционирует до сих пор. Теперь он называется «Асахидза», а «Бунраку» сохранилось как название труппы, которая в нём выступает.
С 1962 года начались гастроли театра бунраку за рубежом.
В 1963 году образовалась ассоциация «Бунраку кёкай» с участием государственных и частных организаций, ведающая делами этого театра.
С 1964 года театр был объявлен важной культурной ценностью, находящейся под покровительством государства.
В 1966 году у театра появилась ещё одна сцена в государственном театре в Токио.
Кроме главного театра, в Японии существует ещё несколько трупп поменьше, таких как труппа Авадзи, выступающая на одноимённом острове, и труппа Имада, базирующаяся в городе Иида. Некоторые из существующих трупп выступают всего несколько раз в году на местных фестивалях.
В начале XXI века также были основаны труппы в Северной Америке.
В октябре 2003 года бунраку было внесено ЮНЕСКО в условный список шедевров, подлежащих охране в соответствии с Конвенцией о защите нематериального культурного наследия. Таким образом, этот вид искусства был признан весьма значимым и за пределами Японии.